# رحيم آدمي
الجنرال رحيم آدمي (بالكرواتية: Rahim Ademi) ـ (ولد في 30 يناير 1954) هو جنرال كرواتي متقاعد من أصول كوسوفية ألبانية.

## حياته
ولد آدمي في قرية كاراتش التابعة لمدينة فوتشيترن الكوسوفية (التي كانت آنذاك تابعة لجمهورية يوغسلافيا الاشتراكية الاتحادية، وتخرج سنة 1976 في الأكاديمية العسكرية اليوغسلافية، قبل أن يُلحق بالخدمة في قرية روغوسنيتسا الواقعة قرب مدينة شيبينيك، حيث تزوج وأنجب طفلين.
في سنة 1986، أدانته محكمة عسكرية في سراييفو بارتكاب أفعال «معادية للثورة» والمناداة بالوحدة الألبانية، غير أن المحكمة العسكرية العليا قبلت استئنافه وبرأته بعد أن قضى في السجن عامًا ونصف العام، فقضى العام التالي ضابطًا في سيني، وظل كذلك حتى اندلعت الحرب في كرواتيا سنة 1990، فترك الخدمة في جيش يوغسلافيا الشعبي ليساعد في إنشاء تشكيلات الجيش الكرواتي.
في سنة 1991، التحق رسميًا بوزارة الداخلية الكرواتية، ثم انضم للجيش الكرواتي أثناء حرب الاستقلال الكرواتية، وقاد ـ برتبة بريغادير (عميد) ـ الوحدات العسكرية الكرواتية في منطقة سيني عامي 1992 و 1993 مع إسناد مهمة حماية سد بيروتشا. وفي سنة 1993، أسندت إليه مهمة نائب قائد منطقة غوسبيتش العسكرية، غير أنه أعفي من موقعه هذا في وقت لاحق من العام ذاته، بعد عملية جيب ميداك التي ارتُكبت فيها جرائم حرب ضد مدنيين صرب، ثم أسندت إليه مهمة نائب قائد منطقة سبليت العسكرية وكوفئ على إنجازاته في عملية العاصفة (1995) إلى رتبة بريغادير جنرال، وظل في منطقة سبليت إلى أن أسند إليه منصب مساعد المفتش العام للقوات المسلحة في زغرب سنة 1999.
وفي سنة 2001، وجهت المحكمة الجنائية الدولية ليوغوسلافيا السابقة إلى آدمي تهمة «ارتكاب جرائم ضد الإنسانية وانتهاك قوانين الحرب وأعرافها بسبب دوره في الهجوم على جيب ميداك الواقع في منطقة غوسبيتش (غربي كرواتيا) في سبتمبر/ أيلول 1993»، ليكون أول كرواتي تتهمه المحكمة بارتكاب جرائم أثناء النزاع الصرب والكروات في الفترة من 1991 إلى 1995. وقد احتجزته المحكمة في البداية في سجن شيفنينغن بمدينة لاهاي (مع الرئيس اليوغوسلافي السابق سلوبودان ميلوسيفيتش)، غير أنها سمحت له لاحقًا بإعداد دفاعه وهو مطلق السراح. وفي نوفمبر 2005، أحالت المحكمة قضية آدمي-نوراك إلى القضاء الكرواتي، وبدأت المحاكمة في 18 يونيو 2007 أمام محكمة خاصة في زغرب رأسها القاضي مارين مرتشيلا.
وقد دفع آدمي بأن الحكومة الكرواتية أعفته من مهامه في غوسبيتش ـ تحت ضغط دولي ـ سنة 1993 لجعله كبش فداء، بدلًا من توريط القادة يانكو بوبتكو وميركو نوراك وملادن ماركاتش. وقد زعم آدمي أن المحكمة الدولية طلبته للاستجواب منذ سنة 1998 ولكن الحكومة لم تسمح له بالرد على أسئلتها. وفي 30 مايو 2008، أصدرت محكمة مقاطعة زغرب حكمًا بتبرئته من المسؤولية عن الانتهاكات التي ارتكبتها القوات الكرواتية بحق الأسرى الصرب أثناء عملية جيب ميداك، وهو الحكم الذي أيدته المحكمة العليا الكرواتية في مارس 2010.

## التكريم
حصل آدمي على وسام الدوق دوماغوي، كما احتل ترتيبًا متقدمًا في الاستفتاء الذي أجرته مجلة ناسيونال سنة 2003 لاختيار أعظم كرواتي.